# 웰링턴 리저널 스타디움

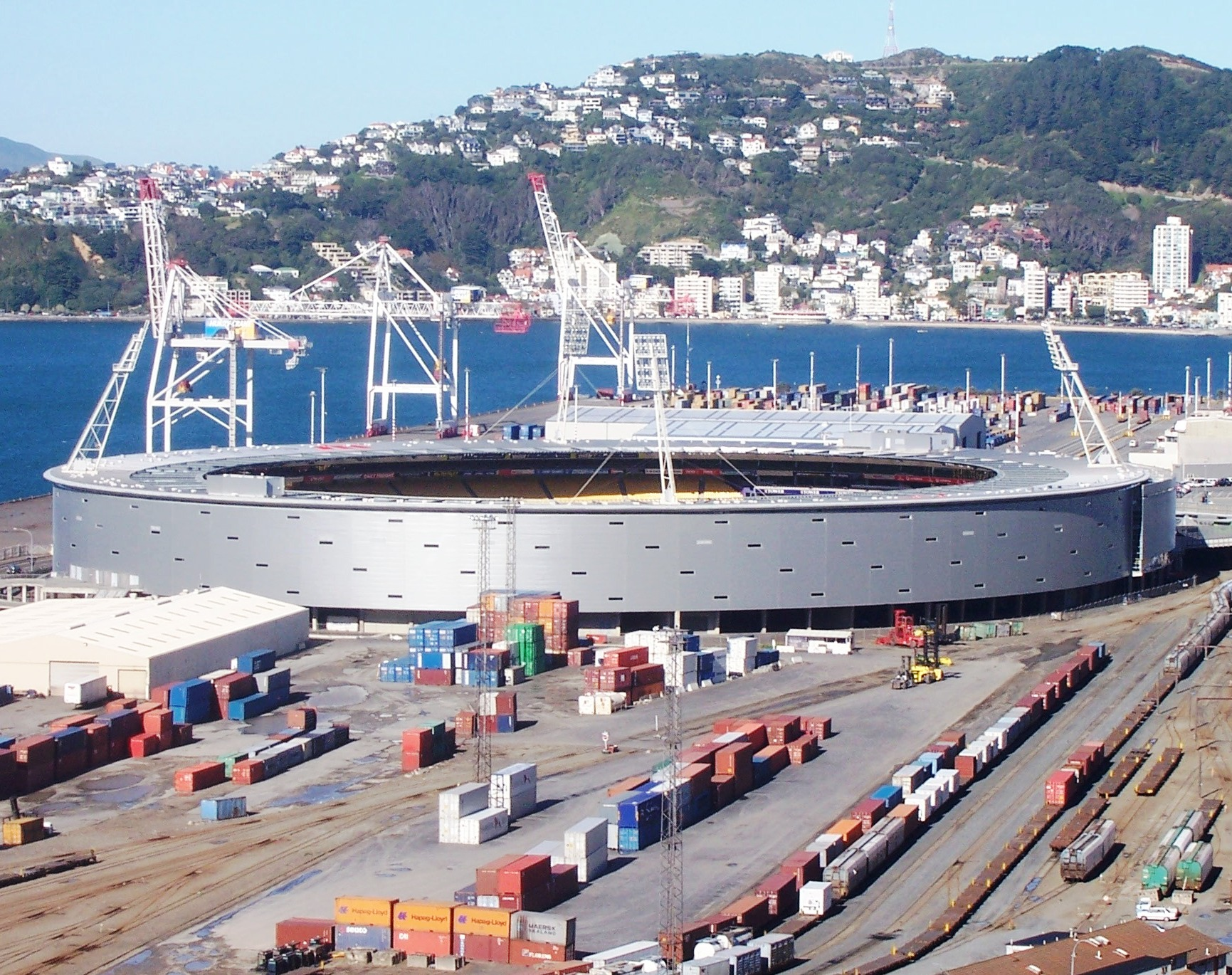

웰링턴 리저널 스타디움(Wellington Regional Stadium)는 뉴질랜드 웰링턴에 위치한 경기장으로 럭비, 축구, 크리켓 경기장으로 활용되고 있으며 2000년 1월 3일에 개장하였고 건설비는 1억 3천만달러(한화 1012억 7000만원)가 들어갔다. 좌석은 34,500석에 46,474명을 수용할 수 있으며 A리그의 웰링턴 피닉스와 뉴질랜드 축구 국가대표팀의 홈 경기장으로도 사용되고 있다.1999년 공사를 시작해 2000년 완공되어 사용하게 된 경기장이다. 웰링턴의 대표적인 야외 경기장으로 사용되던 애슬레틱 파크를 대신하기 위해 설립되었다. 좌석수는 34,500석이나 보조석까지 추가하면 최대 40,000석까지 확장할 수 있다. 현재 A리그 소속의 축구클럽 웰링턴 피닉스 FC의 홈경기장으로 사용되고 있다. 웰링턴 역과 같은 중심업무지구와는 불과 1km정도 거리를 두고 있다. 경기장이 건립된 지역은 해안가의 매립지이다.